# Wiśniowczyk (obwód lwowski)
Wiśniowczyk (ukr. Вишнівчик) – wieś na Ukrainie w rejonie lwowskim (wczesniej w rejonie przemyślańskim) należącym do obwodu lwowskiego.

## Położenie
Na podstawie Słownika geograficznego Królestwa Polskiego i innych krajów słowiańskich: Wiśniowczyk to wieś w powiecie przemyślańskim, 16 km na północny wschód od Przemyślan, 7 km na południe od urzędu pocztowego w Gołogórach.

## Historia
W 1921 wieś liczyła 222 zagród i 1259 mieszkańców, w tym 938 Ukraińców, 305 Polaków i 16 Żydów. W 1931 gospodarstw było 264 a mieszkańców 1413.
W 1940 NKWD aresztowało i wywiozło na Syberię 35 mieszkańców wsi.
W 1944 nacjonaliści ukraińscy zamordowali 10 osób narodowości polskiej.